# Aéroport international de Banja Luka
Pour les articles homonymes, voir BNX.
L’aéroport international de Banja Luka (code IATA : BNX • code OACI : LQBK) (en serbe cyrillique : Међународни аеродром Бања Лука) est un aéroport bosnien situé à Banja Luka, deuxième ville de Bosnie-Herzégovine. Environ 13 000 passagers sont passés par cet aéroport en 2008, soit une augmentation de 40 % sur un an.

## Histoire
La construction de l'aéroport international de Banja Luka a commencé en 1976. En conformité avec les plans de développement, les capacités ont été construites définissent Banja Luka comme un aéroport d'importance secondaire, restrictions à la circulation de l'air intérieur sur le territoire de la république fédérative socialiste de Yougoslavie.

## Situation
| \| 50 km1:4 706 000 \| Sarajevo Tuzla Mostar Banja Luka |
| 50 km1:4 706 000                                        |

## Compagnies aériennes
| Compagnies        | Destinations |
| ----------------- | --- |
| Aegean Airlines   | En saison: Athènes E.-Venizélos |
| Air Cairo         | En saison: Hurghada |
| Air Montenegro    | En saison: Tivat |
| Air Serbia        | Belgrade-Nikola-Tesla |
| Freebird Airlines | En saison charter : Antalya |
| Ryanair           | - Berlin-Brandebourg, - Charleroi Bruxelles-Sud, - Göteborg, - Memmingen, - Nuremberg-A. Dürer, - Stockholm-Arlanda, - Vienne-Schwechat |
| Tailwind Airlines | En saison charter: Antalya |
| Wizz Air          | Bâle-Mulhouse, Dortmund, Hambourg-H.-Schmidt, Malmö, Stockholm-Skavsta - Nyköping                                                       |

Édité le 25/04/2018  Actualisé le 12/02/2023

## Statistiques
Le graphique qui aurait dû être présenté ici ne peut pas être affiché car il utilise l'ancienne extension Graph, désactivée pour des questions de sécurité. Des indications pour créer un nouveau graphique avec la nouvelle extension Chart sont disponibles ici.

Voir la requête brute et les sources sur Wikidata.